# Clärchens Ballhaus

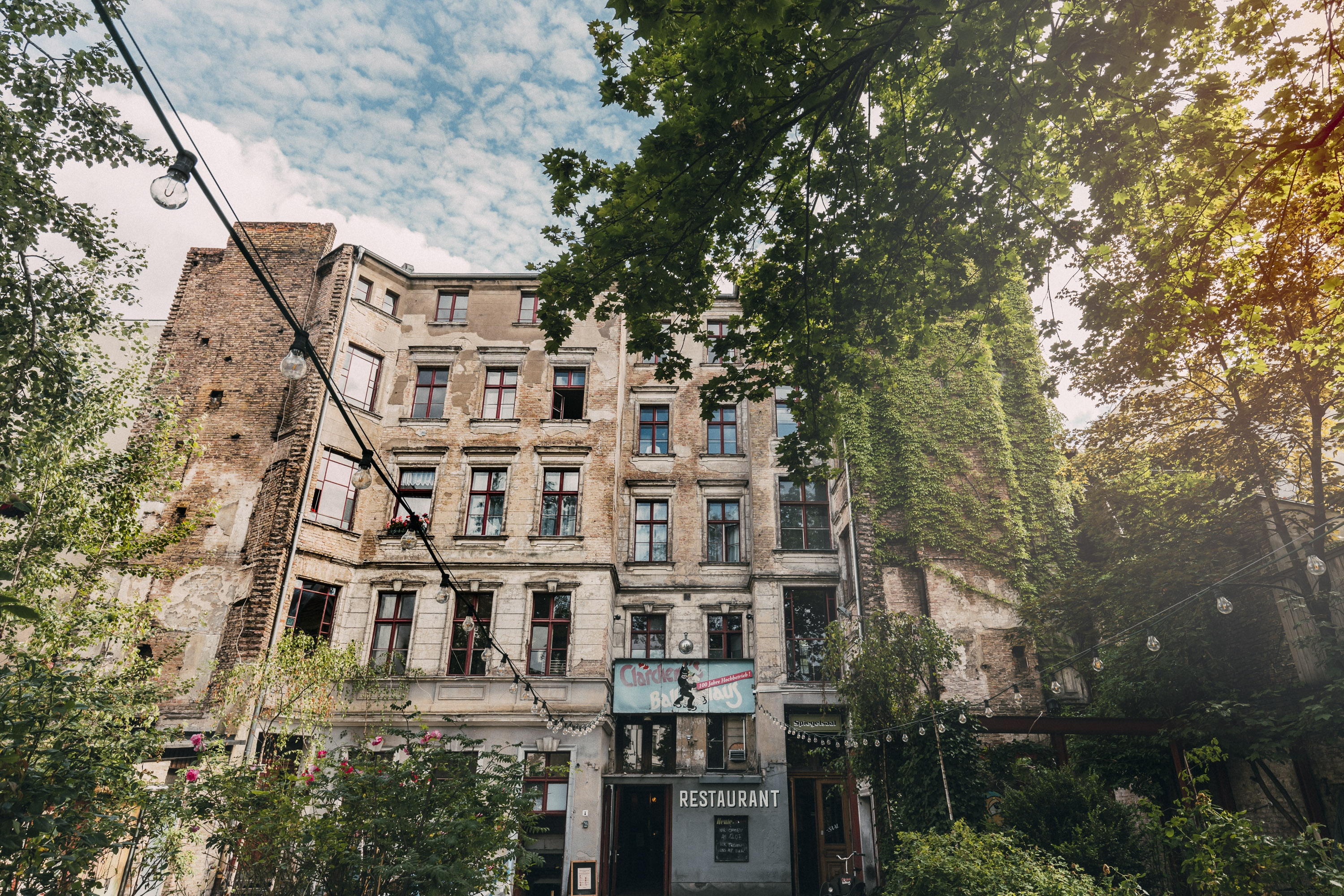
Clärchens Ballhaus an der Auguststraße in Berlin-Mitte

Clärchens Ballhaus ist ein Tanzlokal mit Restaurant an der Auguststraße im Berliner Ortsteil Mitte.

## Geschichte
Fritz Bühler (1862–1929) und seine Ehefrau Clara Bühler (1886–1971) eröffneten Bühlers Ballhaus am 13. September 1913 im Hinterhaus der Auguststraße 24/25. Das Haus war um 1895 mit zwei Sälen erbaut worden: dem Tanzsaal im Erdgeschoss und dem Spiegelsaal im Obergeschoss. Nach Fritz Bühlers Tod führte Clara das Tanzlokal, das im Volksmund längst nach seiner Betreiberin Clärchens Ballhaus hieß, zunächst allein weiter. 1932 heiratete sie Arthur Habermann (1885–1967), der sie bei der Arbeit unterstützte. Das Vorderhaus wurde im Zweiten Weltkrieg zerstört, der Betrieb nach Kriegsende aber wieder aufgenommen. Clärchens Ballhaus blieb auch in der DDR-Zeit immer ein Privatbetrieb. 1965 wurde nach langem Drängen die Ruine des ehemaligen Vorderhauses abgetragen, die Fläche ist bis heute unbebaut. Von 1967 bis 1989 ging die Leitung des Ballhauses an Clärchens Stieftochter Elfriede Wolff (Tochter von Arthur Habermann). Anschließend übernahm deren Sohn Stefan den Betrieb. Nach der deutschen Wiedervereinigung bekam Clara Habermanns leibliche Tochter den Besitz zugesprochen, deren Sohn wiederum als nächster Erbe das Gebäude 2003 verkaufte. Der neue Besitzer Hans-Joachim Sander kündigte dem Familienbetrieb, der seine Tätigkeit daraufhin nach 91 Jahren einstellte.
Nachdem die vorherigen Betreiber das Ballhaus an Silvester 2004 verlassen hatten, übernahmen Christian Schulz und David Regehr die Lokalität und ließen sie weitgehend unverändert. Seitdem wird auch der Platz vor dem Ballhaus bewirtschaftet, dort, wo vor dem Zweiten Weltkrieg das Vorderhaus stand. Der über Jahre nur als Lagerraum genutzte Spiegelsaal im Obergeschoss wird seither als Veranstaltungsraum genutzt.
Im Sommer 2018 wurde das Haus von Yoram Roth gekauft. Er wählte als Partner für den Aufbau einer neuen Gastronomie und als Betreiber der Location das Berliner Catering-Unternehmen Berlin Cuisine Jensen GmbH, mit dem Clärchens Ballhaus im Juli 2020 wiedereröffnet wurde.
2024 wurde das Ballhaus unter der Leitung des Investors Yoram Roth renoviert und im September wieder eröffnet. Auf der ehemaligen Tanzfläche entstand das Restaurant „Luna D’Oro“, der Name soll an die Tänzerin Lisbeth Dorowski erinnern. Sie soll unter dem Künstlerinnennamen „Luna d’Oro“ in Clärchens Ballhaus getanzt haben. Getanzt wird nach der Umgestaltung im Spiegelsaal im Obergeschoss. Auf der Speisekarte stehen deutsche Gerichte wie Wackelpudding und Mettigel.

## Bedeutung

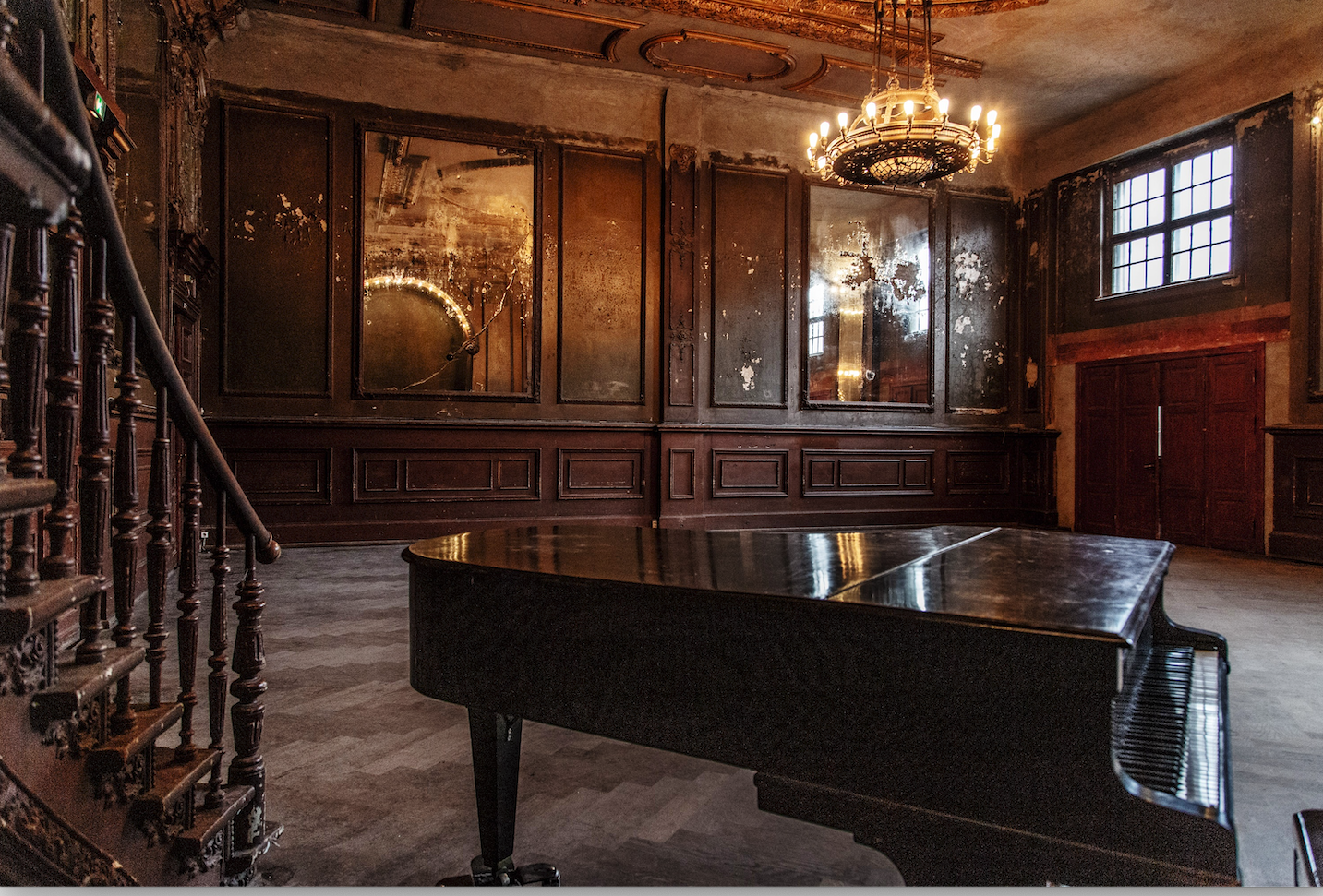
Denkmalgeschützter Spiegelsaal

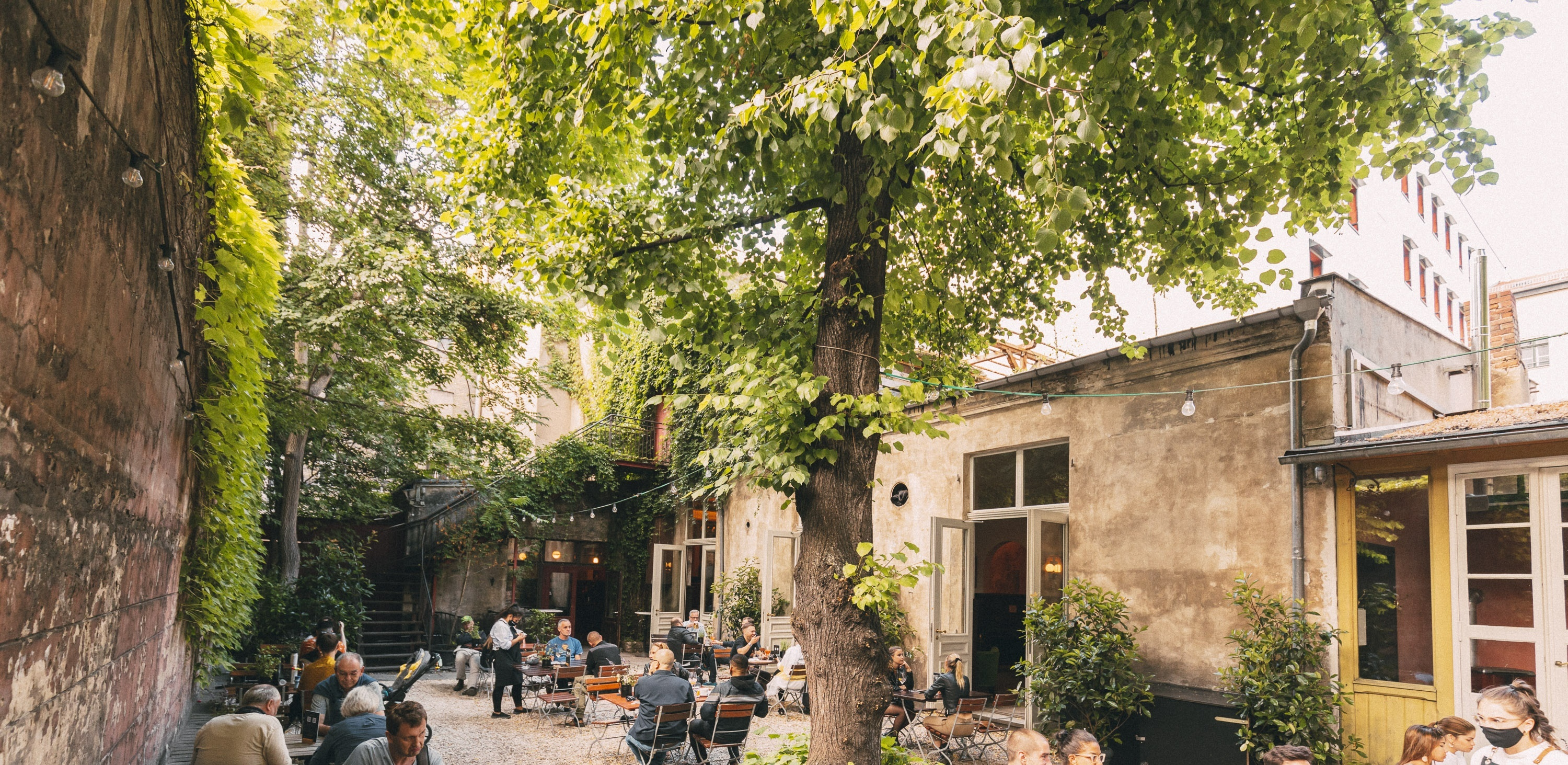
Begrünter Hinterhof

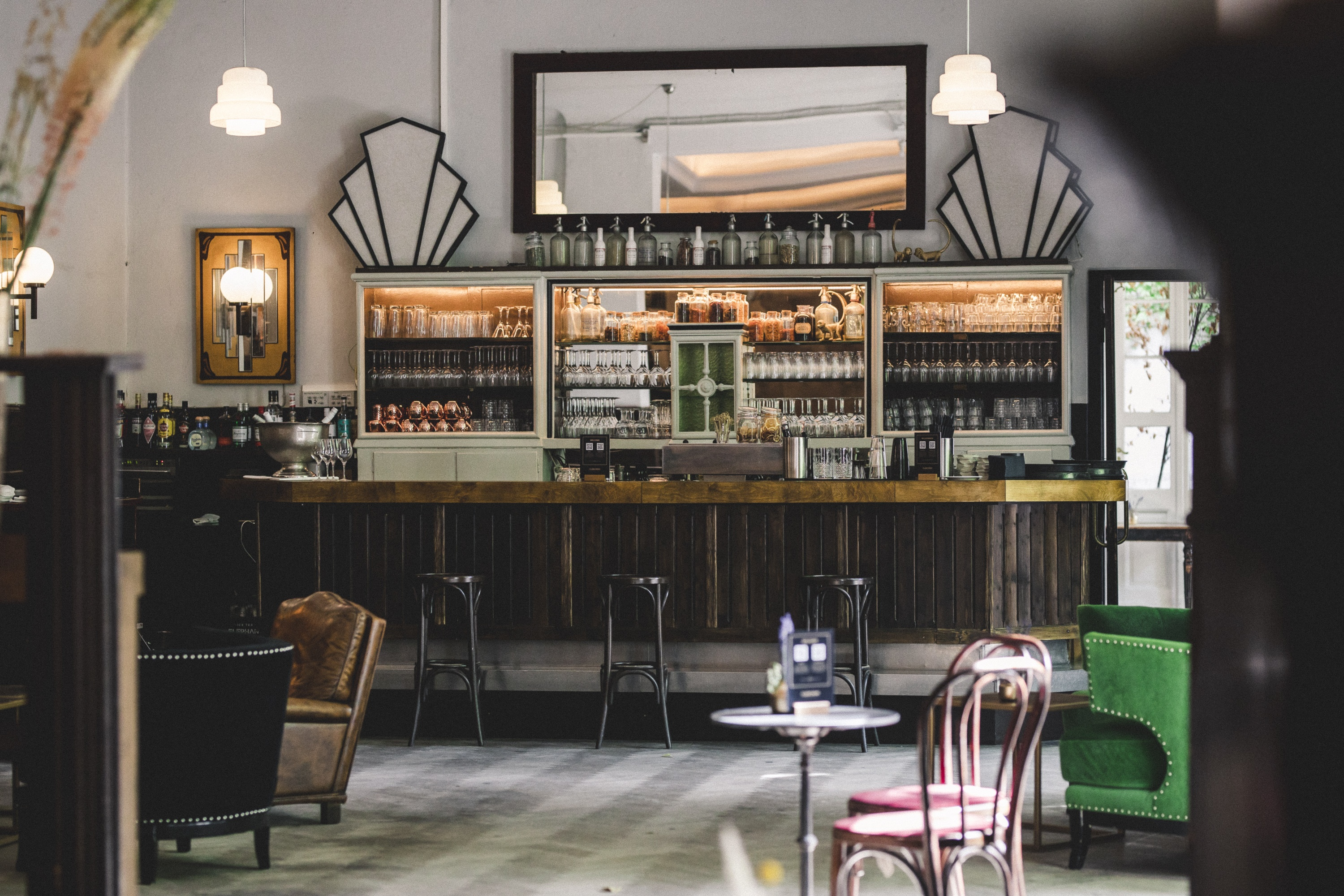
Loungebereich im Erdgeschoss

Clärchens Ballhaus ist eines der letzten erhaltenen Ballhäuser aus der Zeit um 1900 in Berlin. Während der DDR-Zeit war es sowohl Ost- als auch Westdeutschen als Treffpunkt bekannt. In den Medien war es immer wieder in Reportagen vertreten, zum Beispiel im Film Schmidtke von Wilma Pradetto über den Garderobier Günter Schmidtke, im Dokumentarfilm Edith bei Clärchen (Andreas Kleinert 1985) oder im ZDF. Außerdem diente es als Drehort für die Spielfilme Stauffenberg (2004), Inglourious Basterds (2009) und Wir tun es für Geld (2014). 2019 wurde im Ballhaus das MTV-Unplugged-Konzert von Max Raabe aufgezeichnet.
Neben Abendveranstaltungen finden im Ballhaus auch Tanzkurse statt.